# مارغريت ستوري
مارغريت ستوري (بالإنجليزية: Margaret Storey)‏ هي كاتِبة أمريكية، ولدت في 1926.